# Le Derviche et la Mort
Pour les articles homonymes, voir Derviche (homonymie).
Le Derviche et la Mort (en bosnien : Derviš i smrt) est le roman le plus connu de l'écrivain bosniaque Meša Selimović (1910-1982). L'auteur a mis quatre ans à l'écrire (1962-1966). Dès sa publication en 1966, le roman a rencontré un vif succès partout en Yougoslavie.

## Résumé
Dans la Bosnie du XIXe siècle, Ahmed Nurudin, cheikh d'un couvent de derviches Mevlevi, a mené jusqu'à ses quarante ans la vie d'un saint. Soudain, la sérénité lui est ravie : son jeune frère Harun est arrêté arbitrairement par le cadi. Cherchant à prouver l'innocence de son frère, le derviche doit se mêler aux affaires du monde qu'il avait toujours écartées de sa vie. Quand son frère est exécuté sans jugement, la vengeance l'embrase.

## Éditions françaises
- Le Derviche et la Mort, traduit par Mauricette Begić et Simone Meuris (adaptation), Paris, Gallimard, coll. « Du monde entier », 1977  (ISBN 2-07-029688-1) ; réédition, Paris, Gallimard, coll. « L'Imaginaire » no 494, 2004  (ISBN 2-07-074564-3)

## Adaptation au cinéma
- Le Derviche et la Mort, film yougoslave de Zdravko Velimirović sorti en 1974.